# راک‌استار داندی
راک‌استار داندی لیمیتد (به انگلیسی: Rockstar Dundee Limited) یک توسعه‌دهنده بازی‌های ویدئویی بریتانیایی می‌باشد که در داندی، اسکاتلند واقع شده است.
این استودیو در آوریل سال ۲۰۰۸ میلادی توسط گری لیدون، بیلی تامسون و گرث نویس تأسیس شد؛ این شرکت بیشتر برای توسعه بازی کرک‌داون ۲ که در سال ۲۰۱۰ میلادی منتشر شد، شهرت دارد. پیشتر با نام رافین گیمز شناخته می‌شد، اما بعد از خریداری شدن توسط راک‌استار گیمز، در سال ۲۰۲۰ نام آن به راک‌استار داندی تغییر پیدا کرد.

## بازی‌ها
| سال  | عنوان        | پلتفرم(ها)                     | ناشر(ها)             |
| ---- | ------------ | ------------------------------ | -------------------- |
| ۲۰۱۰ | کرک‌داون ۲    | اکس‌باکس ۳۶۰                    | اکس‌باکس گیم استودیوز |
| ۲۰۱۲ | کینکت پلی‌فیت | اکس‌باکس ۳۶۰                    | اکس‌باکس گیم استودیوز |
| ۲۰۱۷ | فراگ‌منتال    | مایکروسافت ویندوز              | رافین گیمز           |
| ۲۰۱۹ | کرک‌داون ۳    | مایکروسافت ویندوز، اکس‌باکس وان | اکس‌باکس گیم استودیوز |
| ۲۰۱۹ | راد تی‌وی     | مایکروسافت ویندوز              | رافین گیمز           |

### پروژه‌های اضافی
| سال  | عنوان                        | سازنده (های) اصلی | پلتفرم(ها)                     | ناشر(ها)             |
| ---- | ---------------------------- | ----------------- | ------------------------------ | -------------------- |
| ۲۰۱۲ | کینکت جنگ ستارگان            | ترمینال ریلیتی    | اکس‌باکس ۳۶۰                    | اکس‌باکس گیم استودیوز |
| ۲۰۱۲ | نایک+ تمرینات کینکت          | سومو دیجیتال      | اکس‌باکس ۳۶۰                    | اکس‌باکس گیم استودیوز |
| ۲۰۱۳ | کینکت تلویزیون خیابانی سیسیم | سوهو پروداکشنز    | اکس‌باکس ۳۶۰                    | اکس‌باکس گیم استودیوز |
| ۲۰۱۴ | کینکت حریفان ورزشی           | ریر               | اکس‌باکس وان                    | اکس‌باکس گیم استودیوز |
| ۲۰۱۴ | هیلو: مجموعه مستر چیف        | ۳۴۳ اینداستریز    | مایکروسافت ویندوز، اکس‌باکس وان | اکس‌باکس گیم استودیوز |
| ۲۰۱۹ | کرک‌داون ۳: منطقه خرابی       | البو راکت         | مایکروسافت ویندوز، اکس‌باکس وان | اکس‌باکس گیم استودیوز |